# Carasinol B
Carasinol B es unes un tetrámero estilbenoide que se encuentra en la planta Caragana sinica (chino: Jin Que-gen).
La epimerización catalizada por ácido del kobofenol A a carasinol B puede realizarse in vitro.